# にゃんと素敵な夏色デイズ
にゃんと素敵な夏色デイズ（にゃんとすてきななついろデイズ）は、2018年4月27日に日本のアダルトゲームブランドMOONSTONE Honeyより発売されたパソコン用美少女ゲームである。

## ストーリー
主人公の笹原夏樹は、あらゆる施設がが島内一帯に整備された一大リゾート施設「AQUA（アクア）」に勤務していた。ある日、笹原は支配人から、業績が低迷している屋内プールの再生を言い渡され、他のキャストらと共に支配人の期待に添えようとするも、なかなかうまくいかなかった。そこへ、猫耳をもつ3人の女の子が姿を現し、「主」として慕う笹原のために、屋内プールの業績回復に力を貸すと申し出る。

## 登場人物

### 主人公
笹原 夏樹 (ささはら なつき)
声: なし
本作の主人公。 リゾート施設「AQUA」の従業員。

### ヒロイン
ミカン
声: 月星ユナ
恩返しのために主人公の元へやってきたネコ1。オレンジ色の長髪が特徴的で、性格は天真爛漫。それでいて甘えん坊なところがあり、3人のネコの中では末っ子のような立ち位置であり、主人公にも甘えようとする。メインヒロイン。
ライム
声: みたかりん
恩返しのために主人公の元へやってきたネコ2。水色の短髪が特徴的で、性格はクールで落ち着いている。その一方で、心を許した相手には悪戯をしてしまう困った性格も持ち合わせている。3人のネコの中では長女のような立ち位置である。メインヒロイン。
レモン
声: 星鹿りえ
恩返しのために主人公の元へやってきたネコ3。黄色の長髪が特徴的で、性格はツンデレ。本人はそのことを後悔している。3人のネコの中では次女のような立ち位置である。メインヒロイン。
笹原 涼花 (ささはら りょうか)
声: 石雫春
主人公の妹。勉強・運動・家事をこなせる優等生でありながらも、ブラコンであり主人公への好意を公言している。3人のネコのことは、最初は警戒気味だったが、猫好きということもあり、すぐに気を許した。気を許してからは彼女らが「妹」であるかのような態度で接するようになった。サブヒロインであり、攻略できない。

## スタッフ
- 企画: MOONSTONE
- 原画: 羽鳥ぴよこ
- プロデュース: 呉、恋純ほたる
- シナリオ: 藤井和敏